# 더 프롬
《더 프롬》(영어: The Prom)은 2020년 공개된 미국의 뮤지컬 코미디 영화이다. 라이언 머피가 감독을 맡았으며, 채드 베글린과 밥 마틴의 동명 브로드웨이 뮤지컬이 영화의 원작이다. 메릴 스트립, 제임스 코든, 니콜 키드먼, 앤드루 래널스, 키건마이클 키, 케리 워싱턴 등이 캐스팅되었다. 2020년 12월 4일 리미트 개봉되었으며, 12월 11일 넷플릭스에서 공개될 예정이다.

## 출연

### 주연
- 메릴 스트립 - 디디 앨런 역
- 제임스 코든 - 배리 글리크먼 역
- 니콜 키드먼 - 앤지 디킨슨 역
- 케리 워싱턴 - 그린 부인 역

### 조연
- 조 엘런 펠먼 - 에마 놀런 역
- 앤드루 래널스 - 트렌트 올리버 역
- 키건마이클 키 - 미스터 호킨스 역
- 아리아나 디보즈 - 얼리사 그린 역
- 케빈 체임벌린 - 셸던 세이퍼스틴 역
- 로건 라일리 해슬 - 케일리 역
- 소피아 딜러 - 셸비 역
- 니코 그리섬 - 닉 역
- 너새니얼 J. 폿빈 - 케빈 역
- 메리 케이 플레이스 - 에마의 할머니 역
- 트레이시 울먼 - 베라 글리크먼 역
- 샘 필로 - 어린 배리 역